# NGC 2275
NGC 2275 (другие обозначения — UGC 3542, MCG 6-15-7, ZWG 175.16, KCPG 118B, PGC 19605) — галактика в созвездии Близнецы.
Этот объект входит в число перечисленных в оригинальной редакции «Нового общего каталога».
Галактика NGC 2275 входит в состав группы галактик NGC 2274. Помимо NGC 2275 в группу также входят NGC 2274 и UGC 3537.
Составляет близкую пару с галактикой NGC 2274. В UGC и MCG перепутали эти две галактики друг с другом.